# Sasha Clements
Sasha Nicole Clements (født 14. marts 1990 i Toronto, Ontario, Canada) er en canadisk skuespiller, der har medvirket i bl.a. i film som, The Snow Queen. Hun havde også en rolle i 2005 i filmen How to Build a Better Boy og i 2017 i filmen From Straight A's to XXX. Hun er mest kendt for sin rolle i tv-serien Rookie Blue.

## Filmografi
| År        | Titel                     | Rolle            |
| --------- | ------------------------- | ---------------- |
| 2005      | The Snow Queen            | Robber Girl      |
| 2009–2010 | Majority Rules!           | Kiki Kincaid     |
| 2010      | What's Up Warthogs!       | Head cheerleader |
| 2011      | Rookie Blue               | Girl Passed Out  |
| 2011      | Really Me                 | Ramona           |
| 2012      | Lost Girl                 | Sarah            |
| 2012      | Life with Boys            | Emma             |
| 2013      | Mudpit                    | Nikki            |
| 2014      | How to Build a Better Boy | Marnie           |
| 2015      | Open Heart                | Rayna Sherazi    |
| 2015      | Degrassi                  | Cat              |
| 2016      | Say Yes to the Dress      | Herself          |
| 2017      | From Straight A's to XXX  | Jolie            |

## Eksterne links
- Sasha Clements på IMDb